# Crossidium spiralifolium
Crossidium spiralifolium là một loài rêu trong họ Pottiaceae. Loài này được Magill mô tả khoa học đầu tiên năm 1981.